# یوزف آوگوستا
یوزف آوگوستا (چکی: Josef Augusta; ۲۴ نوامبر ۱۹۴۶ – ۱۶ فوریه ۲۰۱۷) بازیکن هاکی روی یخ اهل چکسلواکی بود.
وی در مسابقات کشوری و بین‌المللی در مجموع برندهٔ ۱ مدال نقره شده‌است.